# Finlandssvensk litteratur

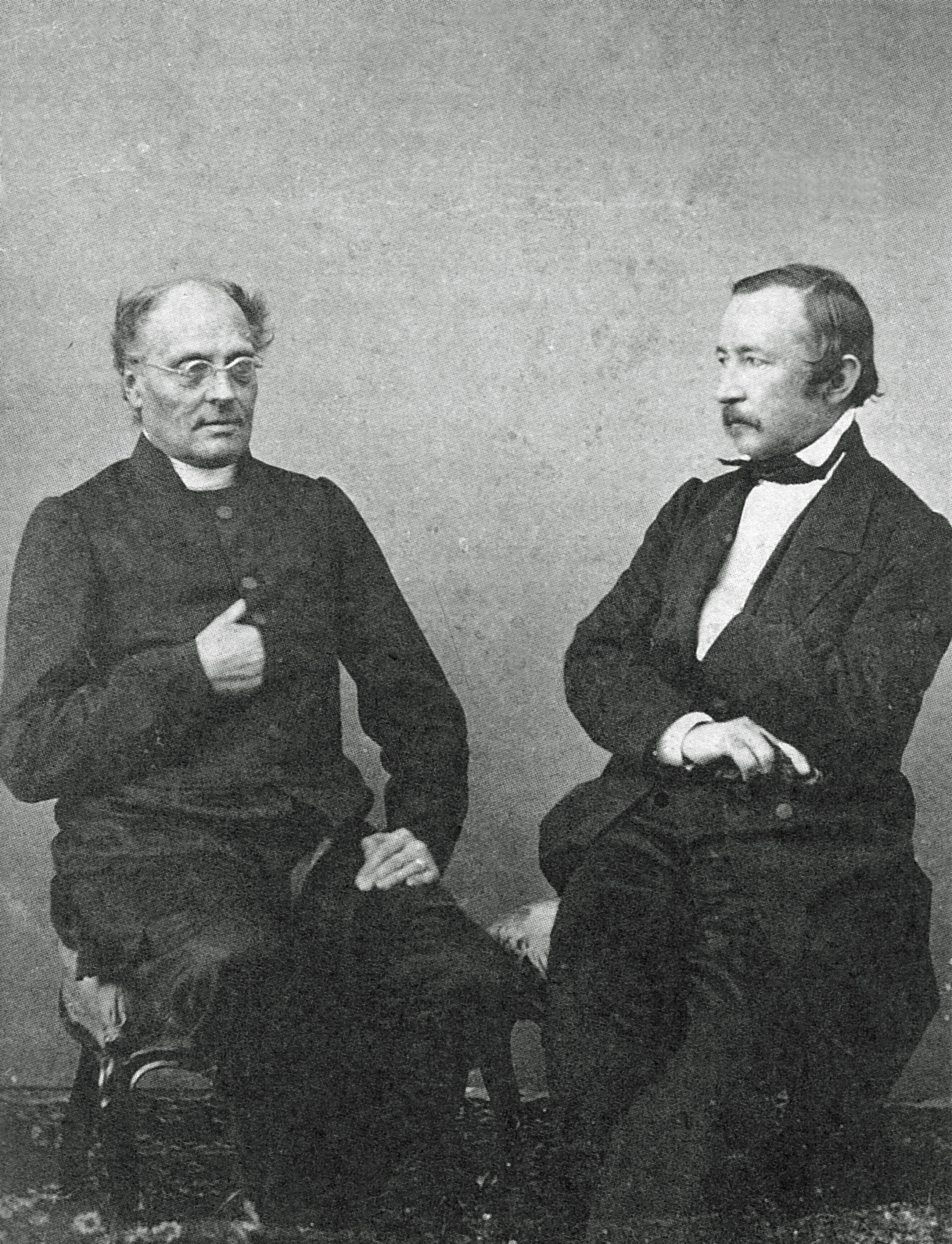
Johan Ludvig Runeberg och Zacharias Topelius, på foto från 1863.

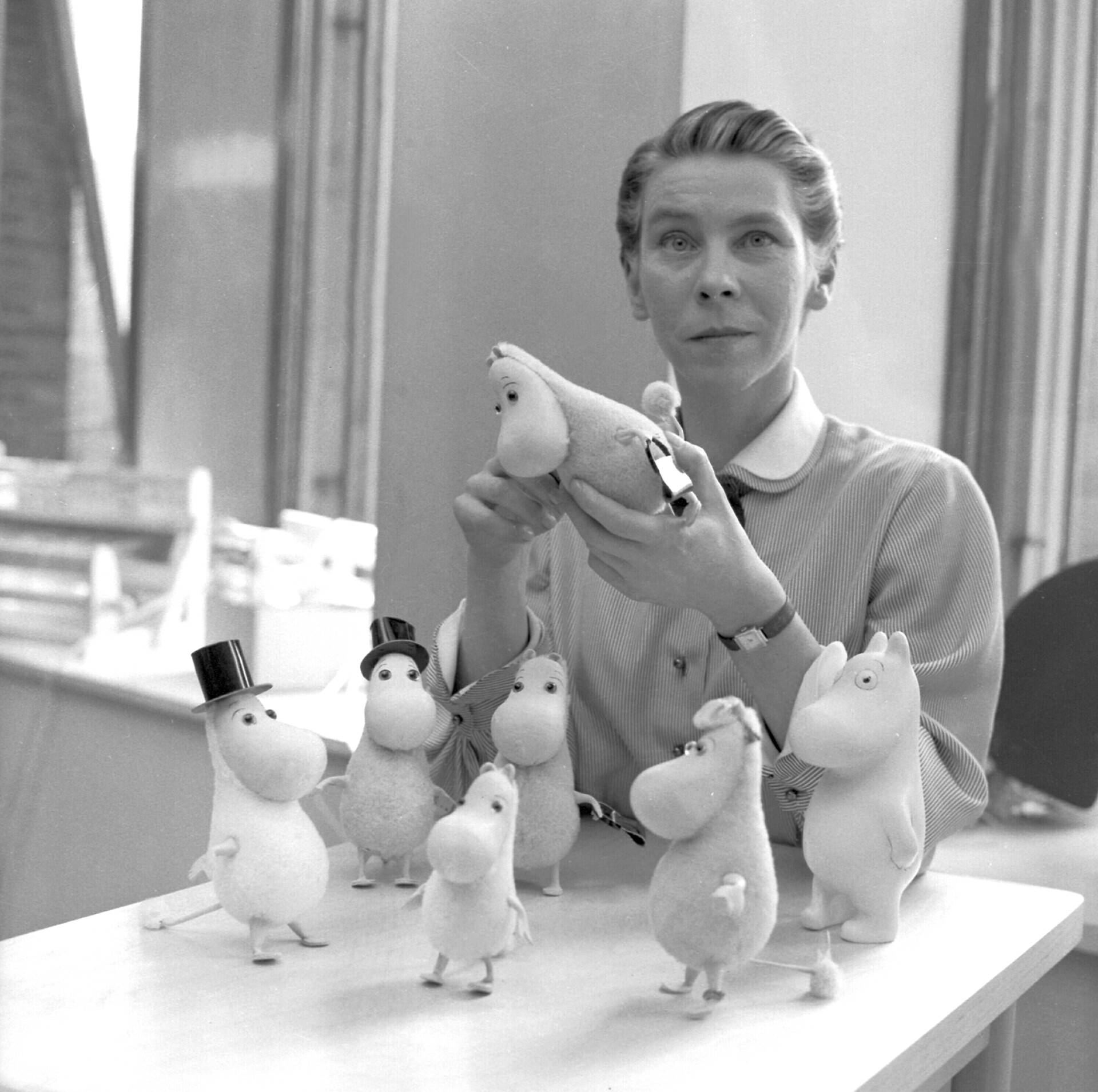
Tove Jansson fick med sina mumintroll en mycket stor internationell publik.

Finlandssvensk litteratur är litteratur (på prosa eller på vers) på svenska skriven av finlandssvenskar – i regel utgiven i Finland. Den har en lång historia, med namn som Johan Ludvig Runeberg och Tove Jansson. Ofta inkluderas även åländsk litteratur i begreppet.

## Historik

### Bakgrund
Fram till 1809 var Finland en del av Sverige och skriftspråken som användes var mer eller mindre de samma. I samband med den lutherska reformationen översatte Mikael Agricola bibeln till finska och skapade därigenom ett mer eller mindre standardiserat finskt skriftspråk, men utgivningen på finska var ytterst blygsam. Den bildade klassen i Finland var till stor del svenskspråkig och bildade finskspråkiga verkade i allmänhet på svenska. Under 1800-talet uppstod en nationell väckelse, och fennomanin; många svenskspråkiga familjer lärde sig finska och det uppstod också en finskspråkig litteratur i Finland. Många av de svenskspråkiga behöll dock sitt språk och den finlandssvenska litteraturen har hållits livskraftig.

### 1800- och 1900-talet
Viktiga namn från 1800-talet är Johan Ludvig Runeberg, Zacharias Topelius och Josef Julius Wecksell.
Edith Södergran, Runar Schildt, Elmer Diktonius, Bo Carpelan och Märta Tikkanen blev några av de större 1900-talsnamnen. Inom barnliteraturen var Lisa Cawén, Nanny Hammarström, John Berg och Viola Renvall viktiga författare under första halvan av 1900-talet. Den internationellt mest kända av barnboksförfattarna blev dock Tove Jansson, främst genom berättelserna om Mumintrollen.

### Senare produktion
Romanproduktionen är relativt omfattande i det finlandssvenska området. Författare som Kjell Westö, Tua Forsström, Peter Sandström och Monika Fagerholm är kända också i Sverige, och bland nyare namn finns Karin Erlandsson och Maria Turtschaninoff.

## Förlag
Om antalet finlandssvenska författare har varit stort, är antalet förlag något mindre. 64 finlandssvenska förlag listades i 2014 års finlandssvenska bokkatalog, men de allra flesta är små förlag. På 2010-talet är Schildts & Söderströms det helt dominerade förlaget, sedan Schildts (grundat 1913) och Söderströms förlag (grundat 1893) slogs samman 2012.
Bland övriga förlag kan nämnas Förlaget M, Fontana Media, Scriptum, Förlag PQR (baserat på Åland), Svenska litteratursällskapet i Finland, Åbo Akademis förlag och Litorale.

## Statistik
Den finlandssvenska litteraturen verkar i ett land med en stark förlagsnäring, där mängden utgivna boktitlar per invånare är den största inom EU. Utmärkande för finländsk bokutgivning generellt är också att endast 1 av 5 utgivna böcker är översatta titlar. Dessutom är en relativt stor del av utgivningen facklitteratur.
Däremot ges det allra mesta i Finland ut på finska. 2005 gavs knappt 14 000 bokutgåvor (skön- och facklitteratur) ut i Finland, varav endast omkring 5 procent trycktes på svenska. Detta är dock något mer än den finlandssvenska andelen av befolkningen. På 1930-talet var utgivningssituationen något annorlunda; då skedde en knapp femtedel av utgivningen på svenska. 2005 var däremot drygt var femte Finlandsutgiven bok på annat språk än finska eller svenska (mot var tionde bok på 1930-talet).

## Källhänvisningar
1. ↑  "Barnlitteratur". Arkiverad 30 december 2014 hämtat från the Wayback Machine. Uppslagsverket.fi. Läst 30 december 2014.
2. ↑  Jordahl, Anneli (2013-12-20): "Litterär sisu". Aftonbladet.se. Läst 20 december 2014.
3. ↑  Hertzberg, Fredrik (2014-12-20): "Romankonsten stark i svenska Finland". Svd.se. Läst 20 december 2014.
4. ↑  Ritamäki, Tapani (2012-02-08): "När Svenskfinland krympte". Arkiverad 20 december 2014 hämtat från the Wayback Machine. Hbl.fi. Läst 20 december 2014.
5. 1 2  "Boken i Finland: en succé med lång historia". Stat.fi, 2007-04-16. Läst 28 december 2014.
6. ↑  " 28:e finlandssvenska bokkatalogen kör i gång!". Arkiverad 8 mars 2016 hämtat från the Wayback Machine. Biblioteken.se, 2013-08-14. Läst 28 december 2014.

### Urval skrifter utgivna av Svenska litteratursällskapet i Finland
- Skriftserien Historiska och litteraturhistoriska studier, Wikidata Q113813263, ISSN 0073-2702, https://hls.journal.fi/
- Anne Bergman; Bibi Carlo (1985), Kattburga slott och andra finlandssvenska folksagor / i urval av Anne Bergman och Birgitta Karlsson ; ill. av Kristina Segercrantz., Skrifter utgivna av Svenska litteratursällskapet i Finland, Helsingfors, Wikidata Q113529864, ISSN 0039-6842, https://urn.fi/urn:NBN:fi-fd2019-00022248
- Ben Hellman; Clas Zilliacus (1986), Tio finlandssvenska författare / red.: Ben Hellman och Clas Zilliacus., Skrifter utgivna av Svenska litteratursällskapet i Finland, Helsingfors, Wikidata Q113529882, ISSN 0039-6842, https://urn.fi/urn:NBN:fi-fd2019-00022755
- Roger Holmström (1995), Fem par : finlandssvenska författare konfronteras / redaktör: Roger Holmström., Skrifter utgivna av Svenska litteratursällskapet i Finland, Helsingfors, Wikidata Q113529944, ISSN 0039-6842, https://urn.fi/urn:NBN:fi-fd2019-00022680
- Roger Holmström (1996), Från kulturväktare till nightdrivers : studier i finlandssvensk 1900-talslitteratur. 2 / redigerade av Roger Holmström., Skrifter utgivna av Svenska litteratursällskapet i Finland, Helsingfors, Wikidata Q113529951, ISSN 0039-6842, https://urn.fi/urn:NBN:fi-fd2019-00022661
- Sven Linnér (1986), Från dagdrivare till feminister : studier i finlandssvensk 1900-talslitteratur / red. av Sven Linnér., Skrifter utgivna av Svenska litteratursällskapet i Finland, Helsingfors, Wikidata Q113529884, ISSN 0039-6842, https://urn.fi/urn:NBN:fi-fd2019-00022663
- Gunnel Steinby (1981), Journalister och publicister i svensk press i Finland under tvåhundra år : en matrikel / av Gunnel Steinby., Skrifter utgivna av Svenska litteratursällskapet i Finland, Helsingfors, Wikidata Q113529826, ISSN 0039-6842, https://urn.fi/urn:NBN:fi-fd2019-00022315
- E.N. Tigerstedt (1939), Det religiösa problemet i modern finlandssvensk litteratur / E. N. Tigerstedt., Skrifter utgivna av Svenska litteratursällskapet i Finland, Helsingfors, Wikidata Q113519098, ISSN 0039-6842, https://urn.fi/urn:NBN:fi-fd2019-00022396
- Johan Wrede (1999), Finlands svenska litteraturhistoria. Första delen, Åren 1400-1900 / utgiven av Johan Wrede., Skrifter utgivna av Svenska litteratursällskapet i Finland, Helsingfors, Wikidata Q113529967, ISSN 0039-6842, https://urn.fi/urn:NBN:fi-fd2019-00022796